# Стив (атмосферное явление)

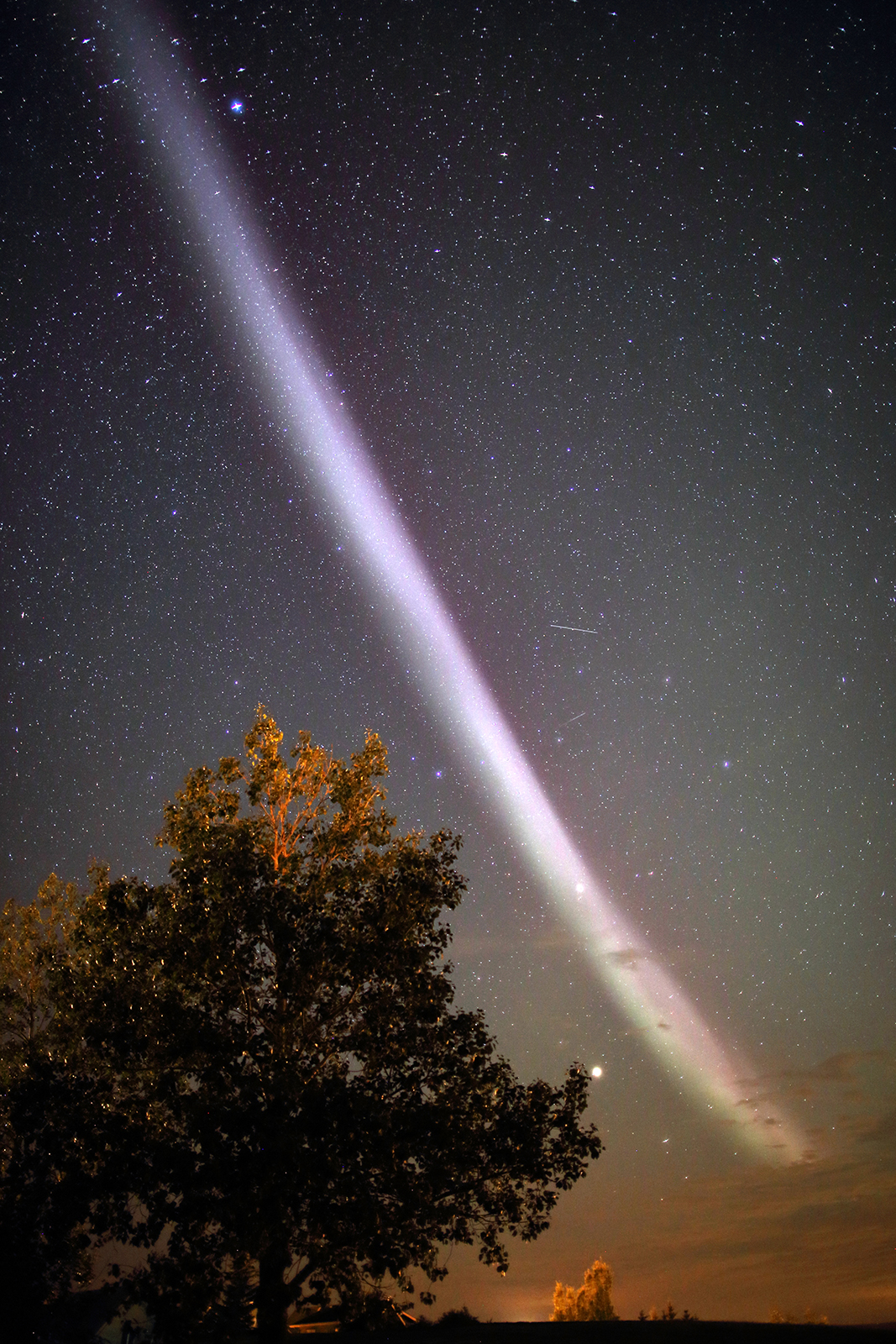
Фотография стива от 17 августа 2015 года, Литл-Бау-Ресорт, Альберта, Канада

Стив (англ. Steve) — атмосферное явление, которое выглядит как длинная светлая полоса на небе. Полоса окрашена в оттенки фиолетового и зачастую сопровождается краткими зелёными всполохами в виде частокола. Она имеет ширину 25—30 км и длину от 100 до 1000 километров, простираясь с востока на запад. Длится от часа и больше и носит сезонный характер, пропадая с октября по февраль. Это явление можно наблюдать в Северном полушарии на широте Калгари (провинция Альберта, Канада).

## Открытие
Стив был открыт в 2017 году Крисом Ратцлаффом (англ. Chris Ratzlaff), одним из членов группы Alberta Aurora Chasers — любителей, наблюдающих за полярным сиянием в Альберте. Крис и его друзья по группе считали, что феномен вызван протонным полярным сиянием, и называли его «протонные дуги». Но Эрик Донован, профессор физики из Университета Калгари, увидев фотографии явления, заподозрил, что это неверно, так как протонные полярные сияния невидимы. Когда он сопоставил время и место явления с данными спутника Европейского космического агентства (ЕКА) Swarm, стало ясно, что это совершенно иной феномен. Согласно анализу данных спутника Swarm, выполненному Эриком Донованом, это явление было вызвано 25-километровой лентой горячего газа с температурой 3000 °C, находящейся на высоте 300 км и двигающейся на запад со скоростью 6 км/с (для сравнения — вне ленты скорость составляет 10 м/с). Позже Донован и его команда опубликовали больше информации о явлении. Выяснилось, что феномен вовсе не является редким, однако до сих пор ему не уделялось должного внимания.
Узнав, что обнаруженное им явление не является протонной дугой, Крис в шутку предложил назвать его стивом, процитировав эпизод мультфильма «Лесная братва» (2006), где герои сталкиваются с чем-то неизвестным и решают дать ему имя «Стив». Впоследствии Крис заметил, что столь явно ненаучное название феномена стало, возможно, одной из причин его широкой популярности: буквально через неделю после того, как Эрик Донован выступил с сообщением об открытии, средства массовой информации во всём мире стали писать и говорить о стиве.
Элизабет МакДоналд из НАСА предложила для названия «стив» бэкроним «Strong Thermal Emission Velocity Enhancement» (STEVE, Сильное повышение скорости теплового излучения). Поэтому есть вероятность, что временное название останется постоянным.